# 大衛·哈勒代
大衛·哈勒代（英語：David Halliday，1916年3月3日—2010年4月2日）是一位美國的物理學家，以其物理教科書著作《物理學》與《基礎物理》（Fundamentals of Physics）成名。哈勒代與羅伯特·瑞思尼克共同撰寫了《物理學》與《基礎物理》（《基礎物理》從第4版起捷爾·沃克也參與為作者之一），這兩本書從1960年起流行至今，並被翻譯成47種語言。
哈勒代的大學與研究所均在匹茲堡大學就讀，並於1941年拿到博士學位。